# Juan Francisco Sarasti Jaramillo
Juan Francisco Sarasti Jaramillo (Cali, 30 luglio 1938 – Cali, 25 febbraio 2021) è stato un arcivescovo cattolico colombiano.

## Biografia
Juan Francisco Sarasti Jaramillo nacque a Cali il 30 luglio 1938, figlio dell'ingegnere Francisco Sarasti Aparicio e di sua moglie Esther Jaramillo. Aveva quattro fratelli: Juan Francisco, Rodrigo Alberto, Angela María e Sofía Helena.

### Formazione e ministero sacerdotale
Completò la sua formazione primaria presso il Collegio "San Luigi Gonzaga", un istituto dei Fratelli maristi delle scuole, a Cali. Entrò quindi nel seminario minore di Cali, allora diretto padri eudisti che operavano nel vicino comune di Bitaco, per compiere gli studi secondari.
Nel 1955 fu ammesso nel seminario della Congregazione di Gesù e Maria a Valmaría. Il 7 febbraio di quell'anno emise la prima professione. Il 6 aprile 1959 emise la professione solenne.
Completò gli studi di filosofia presso la Pontificia Università Javeriana di Bogotà con la laurea. Venne quindi inviato a Roma per studi. Nel 1963 conseguì la licenza in teologia presso la Pontificia Università Gregoriana. Conseguì anche un diploma di specializzazione in mariologia presso la Pontificia facoltà teologica "Marianum".
Il 30 marzo 1963 fu ordinato presbitero a Roma. In seguito fu formatore e direttore spirituale nel seminario Santa Rosa de Osos; rettore dello stesso dal 1971 al 1974; prefetto degli studi e professore al seminario di Pasto; formatore e direttore spirituale nello stesso; direttore del probandato di Valmaría; consigliere generale della sua congregazione con residenza a Roma dal 1969 al 1970; rettore del seminario di Santa Rosa de Osos dal 1971 al 1974 e segretario del dipartimento per i seminari e le vocazioni della Conferenza episcopale della Colombia dal 1975 al 1978.

### Ministero episcopale
L'8 marzo 1978 papa Paolo VI lo nominò vescovo ausiliare di Cali e titolare di Egara. Ricevette l'ordinazione episcopale il 6 maggio successivo nella cattedrale metropolitana di San Pietro a Cali dall'arcivescovo metropolita di Cali Alberto Uribe Urdaneta, co-consacranti l'arcivescovo metropolita di Manizales José de Jesús Pimiento Rodríguez e il vescovo di Antioquia Eladio Acosta Arteaga.
Il 23 dicembre 1983 papa Giovanni Paolo II lo nominò vescovo di Barrancabermeja.
Il 25 marzo 1993 lo stesso pontefice lo promosse arcivescovo metropolita di Ibagué.
Dal 1996 al 1999 fu vicepresidente della Conferenza episcopale della Colombia.
Il 17 agosto 2002 lo stesso papa Giovanni Paolo II lo nominò arcivescovo metropolita di Cali. Il 29 giugno successivo il papa gli impose il pallio, simbolo degli arcivescovi metropoliti, durante una celebrazione svoltasi in piazza San Pietro.
Dal 21 febbraio al 29 aprile 2004 fu anche amministratore apostolico di Buenaventura.
Nel giugno del 2004 compì la visita ad limina.
Nel 2010 l'amministrazione comunale di Cali gli assegnò la croce di cavaliere dell'Ordine di Sebastian de Belalcázar in occasione del centenario dell'arcidiocesi di Cali.
Il 18 maggio 2011 papa Benedetto XVI accettò la sua rinuncia al governo pastorale dell'arcidiocesi.
Ricoverato nell'unità di terapia intensiva del Centro medico Imbanaco di Cali, morì il 25 febbraio 2021 all'età di 82 anni per COVID-19. La salma venne quindi cremata. Le esequie si tennero il 27 febbraio alle ore 10 nella cattedrale metropolitana di San Pietro a Cali. Al termine del rito le ceneri furono tumulate nella cripta stesso edificio.

## Genealogia episcopale
La genealogia episcopale è:
- Cardinale Scipione Rebiba
- Cardinale Giulio Antonio Santori
- Cardinale Girolamo Bernerio, O.P.
- Arcivescovo Galeazzo Sanvitale
- Cardinale Ludovico Ludovisi
- Cardinale Luigi Caetani
- Cardinale Ulderico Carpegna
- Cardinale Paluzzo Paluzzi Altieri degli Albertoni
- Papa Benedetto XIII
- Papa Benedetto XIV
- Papa Clemente XIII
- Cardinale Marcantonio Colonna
- Cardinale Giacinto Sigismondo Gerdil, B.
- Cardinale Giulio Maria della Somaglia
- Cardinale Carlo Odescalchi, S.I.
- Vescovo Eugène de Mazenod, O.M.I.
- Cardinale Joseph Hippolyte Guibert, O.M.I.
- Cardinale François-Marie-Benjamin Richard de la Vergne
- Cardinale Pietro Gasparri
- Cardinale Paolo Giobbe
- Cardinale Crisanto Luque Sánchez
- Arcivescovo Alberto Uribe Urdaneta
- Arcivescovo Juan Francisco Sarasti Jaramillo, C.I.M.